# Ralph Macchio (acteur)
Pour l’article homonyme, voir Ralph Macchio (comics).
Ralph Macchio, né le 4 novembre 1961 à Huntington, dans l'État de New York, est un acteur américain. Il est principalement connu pour son rôle de Daniel LaRusso (en) dans la franchise cinématographique Karaté Kid entre 1984 et 1989 puis dans la série télévisée Cobra Kai, entre 2018 et 2025.

## Biographie
Ralph George Macchio Jr. est né dans une famille américaine le 4 novembre 1961 à Huntington, Long Island. Il a un frère, Steven. Leurs parents, Ralph et Rosalie Macchio, sont propriétaires du parc à thème Wild West Ranch and Western Town à Lake George dans l'État de New York.
Il apparaît pour la première fois à la télévision américaine lors de spots publicitaires pour des marques tels que Bubble Yum et Dr Pepper. Ses débuts sur grand écran datent de 1980 dans le film Up the Academy et son premier rôle majeur à la télévision fut celui de Jeremy Andretti dans la série télévisée Huit, ça suffit !. En 1983, il fait partie de l'équipe de jeunes acteurs retenus par Francis Ford Coppola pour interpréter Outsiders et qui poursuivront une carrière brillante, comme Tom Cruise, Emilio Estevez, Patrick Swayze, ou encore Matt Dillon.
En 1984, Ralph Macchio accède au rang de vedette internationale à la suite de la sortie du premier Karaté Kid. En interprétant le rôle du lycéen Daniel LaRusso, l'acteur avait 23 ans. Il prolongea ce succès avec les suites Karaté Kid 2 et Karaté Kid 3. Avec son look d'éternel adolescent, Ralph Macchio devint l'une des plus célèbres idoles de jeunes dans les années 1980, son visage apparut sur de nombreux magazines pour adolescents comme Tiger Beat, 16, et Teen Beat.
Sa carrière suivra ensuite un parcours plus discret : il apparaît dans Crossroads (1986), Distant Thunder (1988) aux côtés de John Lithgow puis joue avec Joe Pesci et Marisa Tomei dans la comédie à succès Mon cousin Vinny (1992), interprétant Billy Gambini, qui est accusé à tort de meurtre dans une petite ville de l'Alabama. Après de nombreux rôles d'adolescent, c'est le premier rôle adulte significatif de sa carrière.

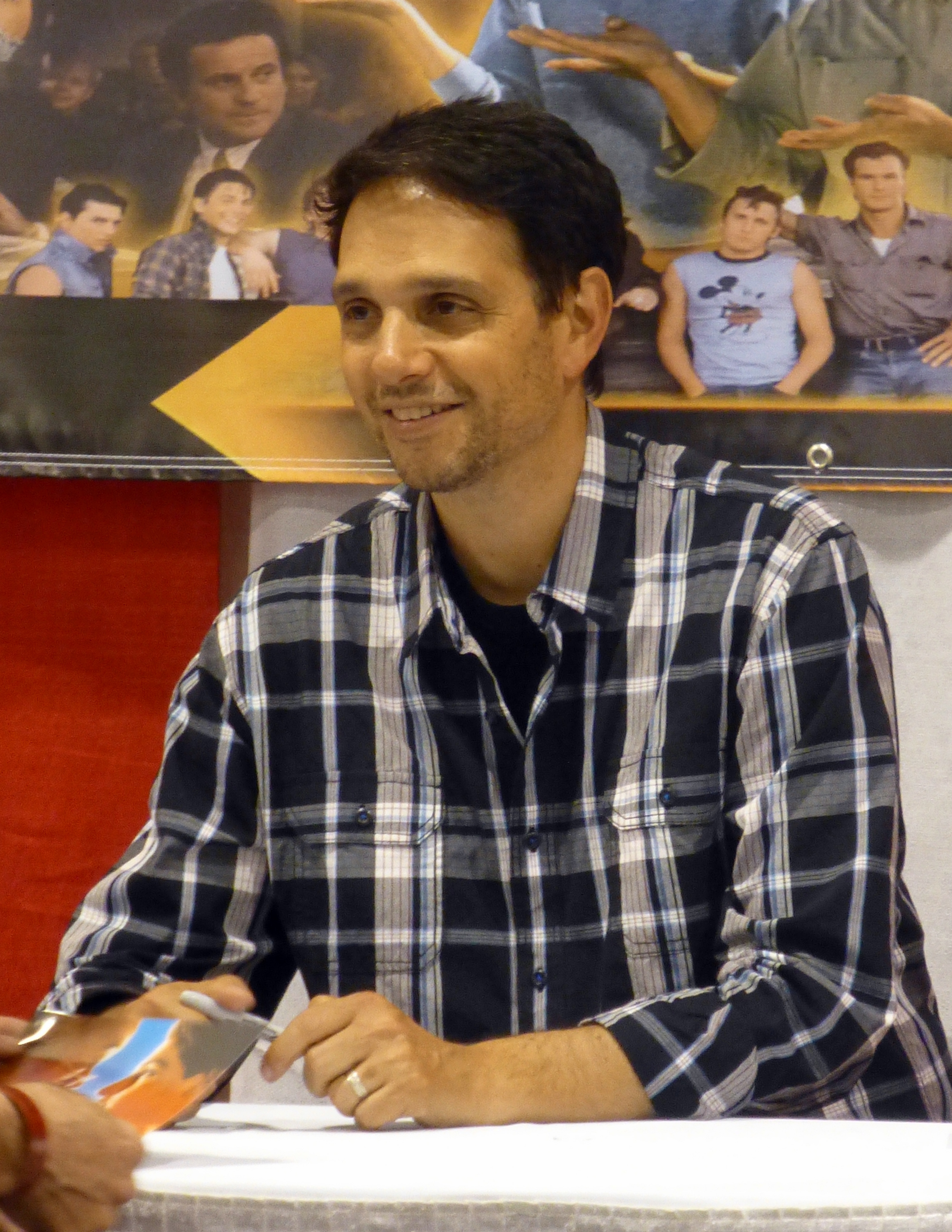
Macchio en 2015

En 1993, Ralph Macchio joue l'un des rôles principaux du film indépendant Naked in New York aux côtés de Mary-Louise Parker et Eric Stoltz. Il y côtoie une impressionnante distribution de seconds rôles parmi lesquels Jill Clayburgh, Kathleen Turner, Timothy Dalton et Tony Curtis.
En 1996, il obtient le rôle principal dans la reprise d'une comédie musicale de 1962 : How to Succeed in Business Without Really Trying. Pas de souci pour Macchio qui a pratiqué la danse dès l'âge de 3 ans.
Depuis le milieu des années 1990, les apparitions de Macchio ont été occasionnelles ou des seconds rôles, notamment dans A Good Night to Die (2003) et Beer League (2006). En 2005, Macchio apparaît dans un épisode de la série d'HBO, Entourage. Depuis octobre 2008, il est apparu dans plusieurs épisodes de la série Ugly Betty, sous les traits d'Archie Rodriguez, un homme politique local. En 2010, il incarne l'officier Nick Conforth dans le treizième épisode de la cinquième saison de la série Psych : Enquêteur malgré lui. 
En septembre 2011 il fait partie des célébrités de la 12e de la célèbre émission Dancing with the Stars. Il se retrouve notamment en compétition avec Sugar Ray Leonard, Petra Němcová, Kendra Wilkinson, Kirstie Alley et le gagnant Hines Ward. Il se fait éliminer avant la finale. 
En 2012, il joue le rôle de Ruben dans le téléfilm Une danse pour Noël partageant l'affiche avec Garrett Clayton. En 2013, il participe à la saison 8 de la série How I Met Your Mother, aux côtés de William Zabka avec qui il avait joué dans Karaté Kid.
En 2018, il reprend le rôle de Daniel LaRusso dans la série Cobra Kai, qui se déroule 34 ans après le premier film Karaté Kid.

### Vie privée
Macchio a rencontré sa femme, Phyllis Fierro, une infirmière, grâce à sa grand-mère quand il avait 15 ans. Ils sont mariés depuis 1987 et ont deux enfants : Julia (née en 1992) et Daniel (né en 1996).

## Filmographie

### Cinéma
- 1980 : Up the Academy de Robert Downey Sr. : Chooch Bambalazi
- 1983 : Outsiders de Francis Ford Coppola : Johnny Cade
- 1984 : Karaté Kid de John G. Avildsen : Daniel LaRusso
- 1984 : Ras les profs ! (Teachers) de Arthur Hiller : Eddie Pilikian
- 1986 : Crossroads de Walter Hill : Eugene Martone
- 1986 : Karaté Kid 2 de John G. Avildsen : Daniel LaRusso
- 1988 : Distant Thunder de Rick Rosenthal : Jack Lambert
- 1989 : Karaté Kid 3 de John G. Avildsen : Daniel LaRusso
- 1990 : Too Much Sun de Robert Downey Sr. : Frank Jr.
- 1992 : Mon cousin Vinny : Bill Gambini
- 1993 : Naked in New York de Daniel Algrant (en) : Chris
- 1998 : Dizzyland (court-métrage)
- 2000 : The office party (court-métrage) : Sean
- 2000 : Can't Be Heaven (en) de Richard Friedmann : Hubbie Darling
- 2001 : Popcorn shrimp (court-métrage) : un policier
- 2003 : A good night to die : Donnie
- 2006 : Beer League de Frank Sebastino : Maz
- 2009 : Rosencrantz and Guildenstern Are Undead de Jordan Galland : Bobby Bianchi
- 2010 : Wax On : F*ck Off (court-métrage) : lui-même
- 2012 : Hitchcock : Joseph Stefano
- 2013 : He's Way More Famous Than You (en) de Michael Urie : lui-même
- 2014 : La Reine des jeux (A Little Game) d'Evan Oppenheimer : Tom
- 2015 : Lost Cat Corona (en) d'Anthony Tarsitano : Dominic
- 2018 : A dog and pony show de Demetrius Navarro : Aaron
- 2025 : Karate Kid: Legends de Jonathan Entwistle : Daniel LaRusso

### Télévision
- 1980-1981 : Huit ça suffit ! : Jeremy Andretti : Rôle régulier (19 épisodes)
- 1982 : Dangerous company (film TV) : Denny Brody
- 1982 : CBS Afternoon Playhouse : Tony Barnett (1 épisode)
- 1982 : High powder : Eddie
- 1984 : The three wishes of Billy Grier  : Billy Grier
- 1992 : The Bobby Garwood story : Robert Garwood
- 1999 : Au-delà du réel : l'aventure continue : Dr Neal Eberhardt (1 épisode)
- 2000 : Chicken soup for the soul : Max (1 épisode)
- 2000 : Destins croisés : Dan Payello / Phillip Barbosa (1 épisode)
- 2005 : Entourage : Lui-même (1 épisode)
- 2007 : Head Case : Lui-même (1 épisode)
- 2008–2009 : Ugly Betty : Archie Rodriguez (11 épisodes)
- 2010 : New York : section criminelle : Louis Marciano (1 épisode)
- 2010 : Psych : Nick Conforth (1 épisode)
- 2011 : The Whole Truth : Frankie Berlito (1 épisode)
- 2012 : Happily Divorced : Frankie (1 épisode)
- 2012 : Holiday spin : Ruben
- 2013 : How I Met Your Mother : Lui-même (1 épisode)
- 2014 : Psych : Logan Phelps (1 épisode)
- 2017 : The Deuce : Officier Haddix : Rôle récurrent (5 épisodes)
- 2017 : Psych: the movie : Nick Conforth
- 2018 : Kevin Can Wait : Alviti (2 épisodes)
- 2018–2025 : Cobra Kai (série Netflix) : Daniel LaRusso  (rôle principal - 65 épisodes)

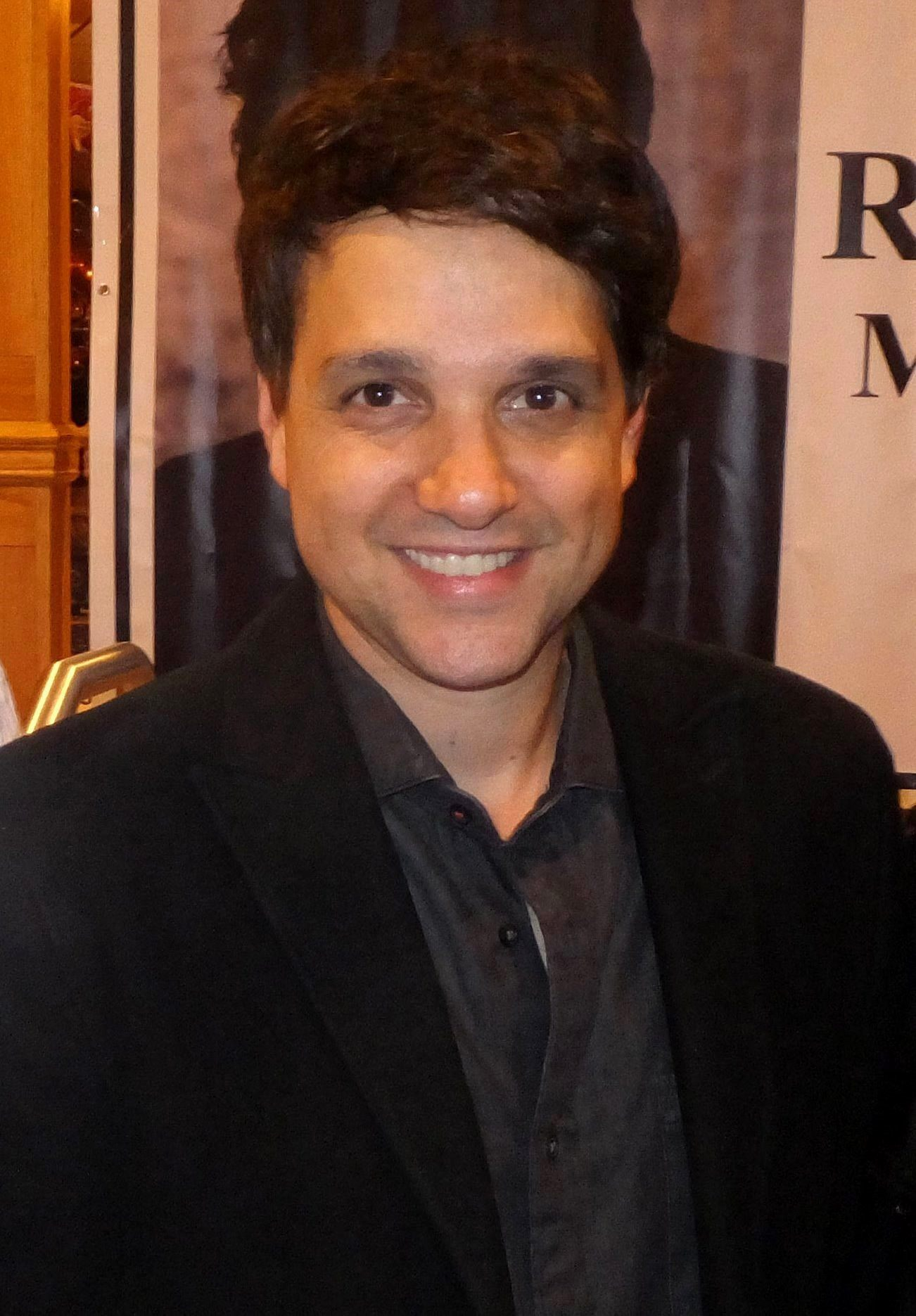
Macchio à une exposition du théâtre Chiller dans le New Jersey, octobre 2013

Ralph Macchio a participé en outre à des émissions de télévision aux Etats-Unis parmi lesquelles :
- 2011 : Dancing with the Stars (ABC) - 17 émissions (placé 4e)
- 2016 : Comedy central roast of Rob Lowe (Comedy Central) - 5 septembre 2016
- 2017 : Whose line is it anyway? (The CW) - Saison 13, épisode 8
- 2018 : Conan (TBS) - Episode "Conan without borders: Japan"

### Doublage
- 1998 : La Légende de Brisby (The secret of NIHM 2: Timmy to the rescue) : Timy Brisby (voix originale)
- 2013 : Robot Chicken, épisode "Caffeine-unduced aneurysm" (S6E15) : Daniel LaRusso, Gibby, le concierge

### Scénariste et réalisateur
- 2002 : Love Thy Brother (court-métrage)[2]
- 2010 : Wax on, f*ck off (court-métrage)[3]
- 2013 : Across Grace alley (court-métrage)

## Distinctions

### Récompenses
- Long Island International Film Expo 2002 : meilleur réalisateur pour Love Thy Brother
- Stony Brook Film Festival 2002 : Public du meilleur court-métrage pour Love Thy Brother
- American Short Film Awards 2014 : Prix du Jury du meilleur court-métrage pour Across Grace Alley
- LifeArt Festival 2022 : meilleur acteur dans une série télévisée dramatique pour Cobra Kai

### Nominations
- Young Artist Awards 1982 : meilleur jeune acteur dans une série télévisée dramatique pour  Huit ça suffit !
- Festival international du film de Santa Barbara 2014 : Prix Bruce Corwin du meilleur court-métrage pour Across Grace Alley
- Primetime Emmy Awards 2021 : Meilleure série comique pour Cobra Kai partagé avec Hayden Schlossberg (Producteur exécutif), Jon Hurwitz (Producteur exécutif), Josh Heald (Producteur exécutif), Caleeb Pinkett (Producteur exécutif), Susan Ekins (Producteur exécutif), James Lassiter (Producteur exécutif), Will Smith (Producteur exécutif), William Zabka (Producteur co-exécutif), Luan Thomas (Producteur superviseur), Joe Piarulli (Producteur superviseur), Michael Jonathan Smith (Producteur superviseur), Stacey Harman (Producteur), Bob Dearden (Producteur) et Bob Wilson (Producteur).
- Critics' Choice Super Awards 2022 : meilleur acteur dans une série télévisée dramatique pour Cobra Kai
- Kids' Choice Awards 2022 : star masculine TV préférée dans une série télévisée dramatique pour Cobra Kai
- Critics' Choice Super Awards 2023 : meilleur acteur dans une série télévisée dramatique pour Cobra Kai
- Kids' Choice Awards 2023 : star masculine TV préférée dans une série télévisée dramatique pour Cobra Kai

## Voix françaises
- Luq Hamet[4] dans :
  - Karaté Kid
  - Ras les profs !
  - Karaté Kid 2
  - Karaté Kid 3
  - How I Met Your Mother (série télévisée)
- Serge Faliu[4] dans :
  - Ugly Betty (série télévisée)
  - Psych : Enquêteur malgré lui (série télévisée)
  - Une danse pour Noël (téléfilm)
  - Psych: The Movie (téléfilm)
- Maurice Decoster dans :
  - Cobra Kai[4] (série télévisée)
  - Karate Kid: Legends

Et aussi
- Adrien Solis dans Up the Academy[4] (2d doublage)
- Franck Baugin dans Outsiders[4] (1er doublage)
- Alexandre Gillet dans Mon cousin Vinny[4]
- Emmanuel Gradi dans The Deuce[4] (série télévisée)
- Alexis Tomassian[n 1] dans Cobra Kai[4] (série télévisée)